# 會呼吸的鋼琴
《會呼吸的鋼琴》（日语：呼吸するピアノ）是松井咲子的首張音樂專輯，於2012年10月3日由波麗佳音發行。

## 概要
2012年8月16日，AKB48成員、同時也是東京音樂大學四年級生的松井咲子宣佈於同年10月3日推出首張個人鋼琴專輯，這是繼板野友美、前田敦子、岩佐美咲、指原莉乃和渡邊麻友後，第6位推出個人唱片的AKB48成員，也是第一位推出個人專輯唱片的成員。專輯分為CD+DVD和CD ONLY兩種版本，收錄的歌曲也完全一樣，並且同樣附有活動參加券和高級活動抽選券，不同地方是前者收錄了的MV、的特典影像和製作特輯。專輯的音樂監督由服部隆之擔任。兩種版本的封面分別由AKB美術部的佐藤夏希和石田晴香負責。松井在發售首天於東京紀尾井禮堂舉行專輯發佈紀念活動。她亦在Happy Music等音樂節目上宣傳專輯，在niconico直播也有名為《AKB48松井咲子單飛出道紀念nico直播特別節目》（AKB48 松井咲子ソロ・デビュー記念ニコ生特番）播出，在豐島區太陽城為FM東京節目的公開收錄而現場演奏專輯的收錄曲。
《心的譜面》是日清合味道「REAL」各篇的廣告歌，而第18號鋼琴奏鳴曲 (莫扎特)則是江崎固力果冰果實AKB48殺人事件各篇的廣告歌。

## 銷量
專輯在發售首週取得1萬銷量，登上Oricon公信榜週榜第10位，打破由Les Frères以第18位創下的鋼琴家出道作首週最高排名的紀錄，而且是繼辻井伸行的《debut》成為歷來第二張鋼琴作打入頭10位，亦刷新由富士子·海明以第21位保持12年又11個月的女性紀錄。

## 歌曲列表
| 會呼吸的鋼琴 | 會呼吸的鋼琴                                   | 會呼吸的鋼琴 | 會呼吸的鋼琴 |
| 曲序         | 曲目                                           | 作曲         | 編曲         |
| ------------ | ---------------------------------------------- | ------------ | ------------ |
| 1.           | 心的譜面                                       | 服部隆之     | 服部隆之     |
| 2.           | 想見你                                         | BOUNCEBACK   | 服部隆之     |
| 3.           | 飛翔入手                                       | Sumidashinya | 服部隆之     |
| 4.           | 歌う血液〜宇津井健の加圧トレーニングのテーマ〜 | 服部隆之     | 服部隆之     |
| 5.           | Everyday、髮箍                                 | 井上義正     | 川崎太郎     |
| 6.           | 魂の移動〜ぐぐたす民のテーマ〜                 | 服部隆之     | 服部隆之     |
| 7.           | Beginner                                       | 井上義正     | 川崎太郎     |
| 8.           | 馬尾與髮圈                                     | 多田慎也     | 多田慎也     |
| 9.           | 無限重播                                       | 山崎燿       | 服部隆之     |
| 10.          | 變成櫻花樹                                     | 橫健介       | 服部隆之     |
| 11.          | 第18號鋼琴奏鳴曲 (莫扎特)                      |              |              |
| 总时长：     | 总时长：                                       | 总时长：     | 54:03        |

## 外部連結
- （日語）YouTube上的松井咲子「魂の移動〜ぐぐたす民のテーマ〜」
- （日語）松井咲子『呼吸するピアノ』特設サイト
- （日語）松井咲子 - ポニーキャニオン